# Milesia reinwardtii
Milesia reinwardtii är en tvåvingeart som beskrevs av Christian Rudolph Wilhelm Wiedemann 1824. Milesia reinwardtii ingår i släktet Milesia och familjen blomflugor. Inga underarter finns listade i Catalogue of Life.